# جام پرزیدنت آسیا ۲۰۱۴
جام پرزیدنت آسیا ۲۰۱۴ دهمین دوره جام پرزیدنت آسیا بود، رقابتی برای باشگاه‌های فوتبال در کشورهایی که توسط کنفدراسیون فوتبال آسیا به عنوان "کشورهای نوظهور" در آسیا طبقه‌بندی شده‌اند، و آخرین دوره با عنوان جام پرزیدنت آسیا بود، زیرا این رقابت‌ها از فصل ۲۵–۲۰۲۴ با نام چلنج لیگ آسیا دوباره آغاز شد. بالکان مدافع عنوان قهرمانی بود، اما نتوانست به این مسابقات راه یابد..
در ۲۵ نوامبر ۲۰۱۳، کمیته مسابقات ای‌اف‌سی سال ۲۰۱۴ را به عنوان آخرین دوره این مسابقات پیشنهاد کرد. از سال ۲۰۱۵، قهرمانان لیگ کشورهای نوظهور واجد شرایط شرکت در پلی آف مقدماتی ای‌اف‌سی کاپ بودند.
در فینال، اچ‌تی‌تی‌یو عشق‌آباد از ترکمنستان با نتیجه ۲–۱ ریمیونگسو از کره شمالی را شکست داد و دومین تیم متوالی از ترکمنستان شد که قهرمان جام پرزیدنت آسیا شد.

## ورزشگاه‌ها
| کلمبو              | باکلود        | اولان‌باتور         |
| ------------------ | ------------- | ------------------ |
| ورزشگاه سوگاتاداسا | ورزشگاه پاناد | مرکز فوتبال ام‌اف‌اف |
| ظرفیت: ۲۵٬۰۰۰      | ظرفیت: ۹٬۸۲۵  | ظرفیت: ۵٬۰۰۰       |
|                    |               |                    |

## تیم‌ها
ای‌اف‌سی رویه تصمیم‌گیری در مورد فدراسیون‌های شرکت‌کننده را تعیین کرد و تصمیم نهایی توسط ای‌اف‌سی در ۲۶ نوامبر ۲۰۱۳ اتخاذ شد. در صورت تأیید درخواست‌های زیر توسط هر فدراسیون، تغییرات زیر در فهرست فدراسیون‌های شرکت‌کننده می‌تواند از جام پرزیدنت آسیا ۲۰۱۳ اعمال شود:
- فدراسیونی که در ابتدا در جام پرزیدنت آسیا شرکت می‌کرد، می‌تواند برای شرکت در ای‌اف‌سی کاپ ۲۰۱۴ درخواست دهد.
- فدراسیونی که در ابتدا در هیچ یک از مسابقات باشگاهی ای‌اف‌سی شرکت نمی‌کرد، می‌تواند برای شرکت در جام پرزیدنت آسیا ۲۰۱۴ درخواست دهد.تغییرات زیر در فدراسیون‌های شرکت‌کننده نسبت به سال قبل اعمال شد:

- از سال ۲۰۱۴، ای‌اف‌سی مشارکت باشگاه‌های قرقیزستان و فلسطین را از جام پرزیدنت آسیا به ای‌اف‌سی کاپ ارتقا داد.[۶]
- باشگاه‌های کره شمالی برای اولین بار در سال ۲۰۱۴ اجازه شرکت در جام پرزیدنت آسیا را یافتند.[۲]

به هر فدراسیون شرکت‌کننده یک ورودی داده شد. تیم‌های زیر وارد این رقابت‌ها شدند.
| فدراسیون  | تیم               | نحوه راهیابی                                            | حضور    | آخرین  |
| --------- | ----------------- | ------------------------------------------------------- | ------- | ------ |
| بنگلادش   | شیخ راسل          | قهرمان لیگ برتر فوتبال بنگلادش ۱۳–۲۰۱۲                  | اولین   | نداشته |
| بوتان     | یوجین آکادمی      | قهرمان لیگ ملی بوتان ۲۰۱۳                               | اولین   | نداشته |
| کامبوج    | سوی‌رینگ           | قهرمان لیگ کامبوج ۲۰۱۳                                  | اولین   | نداشته |
| چین تایپه | تاتونگ            | قهرمان لیگ فوتبال اینترسیتی ۲۰۱۳                        | سومین   | ۲۰۰۷   |
| مغولستان  | ارچیم             | قهرمان لیگ برتر مغولستان ۲۰۱۳                           | سومین   | ۲۰۱۰   |
| نپال      | مانانگ مارسیانگدی | قهرمان لیگ دسته یک یادبود شهدا ۱۴–۲۰۱۳                  | دومین   | ۲۰۰۶   |
| کره شمالی | ریمیونگسو         | برنده لیگ فوتبال کره شمالی ۲۰۱۳                         | اولین   | نداشته |
| پاکستان   | کی‌آرال            | قهرمان لیگ برتر پاکستان ۱۴–۲۰۱۳                         | چهارمین | ۲۰۱۳   |
| فیلیپین   | سئرس              | برنده مسابقات باشگاهی ملی فیلیپین ۱۴–۲۰۱۳[نکته فیلیپین] | اولین   | نداشته |
| سری لانکا | نیروی هوایی       | قهرمان لیگ برتر فوتبال سری لانکا ۲۰۱۳                   | اولین   | نداشته |
| ترکمنستان | اچ‌تی‌تی‌یو عشق‌آباد  | قهرمان یوکاری لیگا ۲۰۱۳                                 | دومین   | ۲۰۱۰   |

نکات:
1. ^ فیلیپین: مسابقات باشگاهی ملی فیلیپین به عنوان مقدماتی برای نماینده باشگاه فیلیپین در جام پرزیدنت آسیا ۲۰۱۴ به جای لیگ فوتبال یونایتد، که برای جام پرزیدنت آسیا ۲۰۱۳ به این منظور خدمت کرد، انتخاب شد. این بدان معناست که سئرس، قهرمان مسابقات باشگاهی ملی فیلیپین ۲۰۱۳، به جای استالیون، قهرمان لیگ فوتبال یونایتد ۲۰۱۳، به عنوان نماینده فیلیپین در جام پرزیدنت آسیا ۲۰۱۴ انتخاب شد.[۷]

## برنامه
برنامه مسابقات به شرح زیر بود:
- مرحله گروهی: ۱–۱۱ مه ۲۰۱۴
- مراحل نهایی: ۲۰–۲۶ سپتامبر ۲۰۱۴

## مرحله گروهی
قرعه کشی مرحله گروهی در ۲۸ مارس ۲۰۱۴، ساعت ۱۶:۰۰ یوتی‌سی ۸+، در ساختمان ای‌اف‌سی در کوالا لامپور برگزار شد. یازده تیم در دو گروه چهار تیمی و یک گروه سه تیمی قرار گرفتند. هر گروه به صورت نوبت‌گردشی در یک مکان متمرکز بازی می‌شد. تیم‌های اول و دوم هر گروه به مرحله نهایی راه یافتند.
معیارهای تساوی‌شکن
تیم‌ها بر اساس امتیاز (۳ امتیاز برای برد، ۱ امتیاز برای تساوی، ۰ امتیاز برای باخت) رتبه‌بندی می‌شوند و معیارهای رده‌بندی به ترتیب زیر است:
1. تعداد امتیازات بیشتر کسب شده در مسابقات گروهی بین تیم‌های مربوطه؛
2. تفاضل گل حاصل از مسابقات گروهی بین تیم‌های مربوطه؛
3. تعداد گل‌های زده شده بیشتر در مسابقات گروهی بین تیم‌های مربوطه؛
4. تفاضل گل در تمام مسابقات گروهی؛
5. تعداد گل‌های زده شده بیشتر در تمام مسابقات گروهی؛
6. ضربات پنالتی اگر فقط دو تیم درگیر باشند و هر دو در زمین بازی باشند؛
7. امتیاز کمتر بر اساس تعداد کارت‌های زرد و قرمز دریافت شده در مسابقات گروهی محاسبه می‌شود؛ (۱ امتیاز برای هر کارت زرد، ۳ امتیاز برای هر کارت قرمز در نتیجه دو کارت زرد، ۳ امتیاز برای هر کارت قرمز مستقیم، ۴ امتیاز برای هر کارت زرد و به دنبال آن یک کارت قرمز مستقیم)
8. قرعه‌کشی.

### گروه A
| تیم          | بازی | برد | مساوی | باخت | گل زده | گل خورده | گل تفاضل | امتیاز |
| ------------ | ---- | --- | ----- | ---- | ------ | -------- | -------- | ------ |
| شیخ راسل     | ۳    | ۲   | ۱     | ۰    | ۹      | ۰        | ۹+       | ۷      |
| نیروی هوایی  | ۳    | ۲   | ۰     | ۱    | ۴      | ۵        | ۱−       | ۶      |
| کی‌آرال       | ۳    | ۱   | ۱     | ۱    | ۳      | ۳        | ۰        | ۴      |
| یوجین آکادمی | ۳    | ۰   | ۰     | ۳    | ۰      | ۸        | ۸−       | ۰      |

| نیروی هوایی | ۱–۰    | یوجین آکادمی |
| ----------- | ------ | ------------ |
| Bandara ۵۸' | Report |              |

| کی‌آرال | ۰–۰    | شیخ راسل |
| ------ | ------ | -------- |
|        | Report |          |

| یوجین آکادمی | ۰–۳    | کی‌آرال                               |
| ------------ | ------ | ------------------------------------ |
|              | Report | Afridi ۱' · Dawood ۱۴' · Qasim ۹۰+۱' |

| شیخ راسل                                                 | ۵–۰    | نیروی هوایی |
| -------------------------------------------------------- | ------ | ----------- |
| Ahmed ۱۴' · Mithun ۳۵'، ۵۵' · Millien ۶۰' · Bisswash ۸۶' | Report |             |

| شیخ راسل                                  | ۴–۰    | یوجین آکادمی |
| ----------------------------------------- | ------ | ------------ |
| Millien ۱۴' · Mithun ۲۱'، ۸۸' · Ahmed ۲۸' | Report |              |

| نیروی هوایی                          | ۳–۰    | کی‌آرال |
| ------------------------------------ | ------ | ------ |
| Duminda ۳' · Dharshaka ۷' · Ishan ۹' | Report |        |

### گروه B
| تیم              | بازی | برد | مساوی | باخت | گل زده | گل خورده | گل تفاضل | امتیاز |
| ---------------- | ---- | --- | ----- | ---- | ------ | -------- | -------- | ------ |
| اچ‌تی‌تی‌یو عشق‌آباد | ۳    | ۲   | ۱     | ۰    | ۵      | ۲        | ۳+       | ۷      |
| ریمیونگسو        | ۳    | ۱   | ۲     | ۰    | ۸      | ۳        | ۵+       | ۵      |
| سئرس             | ۳    | ۱   | ۱     | ۱    | ۵      | ۴        | ۱+       | ۴      |
| تاتونگ           | ۳    | ۰   | ۰     | ۳    | ۰      | ۹        | ۹−       | ۰      |

| سئرس                       | ۲–۲    | ریمیونگسو              |
| -------------------------- | ------ | ---------------------- |
| Guirado ۱۰' · Reichelt ۴۹' | Report | Ri Kwang-hyok ۳۹'، ۶۰' |

| اچ‌تی‌تی‌یو عشق‌آباد | ۲–۰    | تاتونگ |
| ---------------- | ------ | ------ |
| Muhadow ۱۶'، ۸۷' | Report |        |

| ریمیونگسو        | ۱–۱    | اچ‌تی‌تی‌یو عشق‌آباد |
| ---------------- | ------ | ---------------- |
| Ri Hyok-chol ۸۱' | Report | Muhadow ۸۰'      |

| تاتونگ | ۰–۲    | سئرس                       |
| ------ | ------ | -------------------------- |
|        | Report | Reichelt ۱۷' · Guirado ۸۷' |

| سئرس         | ۱–۲    | اچ‌تی‌تی‌یو عشق‌آباد     |
| ------------ | ------ | -------------------- |
| De Murga ۲۰' | Report | Muhadow ۴۵+۲'، ۹۰+۴' |

| تاتونگ | ۰–۵    | ریمیونگسو                                                                                 |
| ------ | ------ | ----------------------------------------------------------------------------------------- |
|        | Report | Jang Song-hyok ۷' (پنالتی) · Jong Il-gwan ۴۱' · Ri Hyok-chol ۵۱' · Pak Song-chol ۸۶'، ۸۸' |

### گروه C
| تیم               | بازی | برد | مساوی | باخت | گل زده | گل خورده | گل تفاضل | امتیاز |
| ----------------- | ---- | --- | ----- | ---- | ------ | -------- | -------- | ------ |
| مانانگ مارسیانگدی | ۲    | ۱   | ۱     | ۰    | ۶      | ۳        | ۳+       | ۴      |
| ارچیم             | ۲    | ۱   | ۱     | ۰    | ۳      | ۱        | ۲+       | ۴      |
| سوی‌رینگ           | ۲    | ۰   | ۰     | ۲    | ۴      | ۹        | ۵−       | ۰      |

| مانانگ مارسیانگدی                                                         | ۶–۳    | سوی‌رینگ                    |
| ------------------------------------------------------------------------- | ------ | -------------------------- |
| Rai ۶'، ۶۳' · Daravorn ۸' (گل‌به‌خودی) · Azeez ۲۴' · Maskey ۷۶' · Malla ۸۳' | Report | Veasna ۳۶' · Tola ۵۶'، ۸۵' |

| سوی‌رینگ       | ۱–۳    | ارچیم                                                   |
| ------------- | ------ | ------------------------------------------------------- |
| Mony Udom ۱۵' | Report | Sothearoth ۱۰' (گل‌به‌خودی) · Gal-Erden ۳۵'، ۴۵' (پنالتی) |

| ارچیم | ۰–۰    | مانانگ مارسیانگدی |
| ----- | ------ | ----------------- |
|       | Report |                   |

## مرحله نهایی
قرعه‌کشی مرحله نهایی، که در یک مکان متمرکز انجام شد، در ۲۵ ژوئیه ۲۰۱۴، ساعت ۱۲:۰۰ یوتی‌سی ۸+، در ساختمان ای‌اف‌سی در کوالا لامپور، مالزی برگزار شد. شش تیم در دو گروه سه تیمی قرار گرفتند. هر گروه به صورت نوبت‌گردشی و با همان قوانین رتبه‌بندی مرحله گروهی برگزار شد. برندگان هر گروه به فینال راه یافتند. فینال به صورت تک‌بازی برگزار شد و در صورت لزوم از وقت اضافه و ضربات پنالتی برای تعیین برنده استفاده شد.
مرحله نهایی در سری‌لانکا (تمام زمان‌ها یوتی‌سی ۵:۳۰+) برگزار شد.

### گروه A
| تیم               | بازی | برد | مساوی | باخت | گل زده | گل خورده | گل تفاضل | امتیاز |
| ----------------- | ---- | --- | ----- | ---- | ------ | -------- | -------- | ------ |
| اچ‌تی‌تی‌یو عشق‌آباد  | ۲    | ۲   | ۰     | ۰    | ۵      | ۲        | ۳+       | ۶      |
| مانانگ مارسیانگدی | ۲    | ۱   | ۰     | ۱    | ۳      | ۴        | ۱−       | ۳      |
| نیروی هوایی       | ۲    | ۰   | ۰     | ۲    | ۲      | ۴        | ۲−       | ۰      |

| مانانگ مارسیانگدی                      | ۲–۱    | نیروی هوایی |
| -------------------------------------- | ------ | ----------- |
| Sh. Shrestha ۳۵' · Gurung ۶۴' (پنالتی) | Report | Ishan ۶'    |

| اچ‌تی‌تی‌یو عشق‌آباد      | ۳–۱    | مانانگ مارسیانگدی |
| --------------------- | ------ | ----------------- |
| Muhadow ۲۸'، ۷۳'، ۸۳' | Report | Su. Shrestha ۳۵'  |

| نیروی هوایی | ۱–۲    | اچ‌تی‌تی‌یو عشق‌آباد |
| ----------- | ------ | ---------------- |
| Ishan ۲۱'   | Report | Muhadow ۸۳'، ۸۶' |

### گروه B
| تیم       | بازی | برد | مساوی | باخت | گل زده | گل خورده | گل تفاضل | امتیاز |
| --------- | ---- | --- | ----- | ---- | ------ | -------- | -------- | ------ |
| ریمیونگسو | ۲    | ۲   | ۰     | ۰    | ۹      | ۰        | ۹+       | ۶      |
| شیخ راسل  | ۲    | ۱   | ۰     | ۱    | ۱      | ۴        | ۳−       | ۳      |
| ارچیم     | ۲    | ۰   | ۰     | ۲    | ۰      | ۶        | ۶−       | ۰      |

| ارچیم | ۰–۱    | شیخ راسل     |
| ----- | ------ | ------------ |
|       | Report | Chigozie ۶۵' |

| ریمیونگسو                                                                  | ۵–۰    | ارچیم |
| -------------------------------------------------------------------------- | ------ | ----- |
| Ri Jin-hyok ۲۰'، ۶۵' · Ri Hyok ۲۲' · Ri Kwang-hyok ۲۴' · Pak Song-chol ۵۷' | Report |       |

| شیخ راسل | ۰–۴    | ریمیونگسو                                                                |
| -------- | ------ | ------------------------------------------------------------------------ |
|          | Report | Ri Jin-hyok ۳۱' · Pak Song-chol ۴۵+۴' · Ro Hak-su ۵۱' · Kim Kyong-il ۶۰' |

### فینال
| اچ‌تی‌تی‌یو عشق‌آباد              | ۲–۱    | ریمیونگسو         |
| ----------------------------- | ------ | ----------------- |
| Jumanazarow ۳۷' · Muhadow ۵۵' | Report | Ri Kwang-hyok ۸۷' |

| جام پرزیدنت آسیا ۲۰۱۴ اچ‌تی‌تی‌یو عشق‌آباد اولین عنوان |

## جوایز
| جوایز         | بازیکن         | تیم              |
| ------------- | -------------- | ---------------- |
| بهترین بازیکن | سلیمان موحادوف | اچ‌تی‌تی‌یو عشق‌آباد |
| بهترین گلزن   | سلیمان موحادوف | اچ‌تی‌تی‌یو عشق‌آباد |

## گلزنان برتر
| رتبه | بازیکن                  | تیم                   | مرحله گروهی | مرحله نهایی | مجموع |
| ---- | ----------------------- | --------------------- | ----------- | ----------- | ----- |
| ۱    | سلیمان موحادوف          | اچ‌تی‌تی‌یو عشق‌آباد      | ۵           | ۶           | ۱۱    |
| ۲    | میتون چودوری            | شیخ راسل              | ۴           | ۰           | ۴     |
| ۲    | پاک سونگ-چول            | ریمیونگسو             | ۲           | ۲           | ۴     |
| ۲    | ری کوانگ-هیوک           | ریمیونگسو             | ۲           | ۲           | ۴     |
| ۵    | ری جین-هیوک             | ریمیونگسو             | ۰           | ۳           | ۳     |
| ۵    | کاویندو ایشان           | نیروی هوایی سری لانکا | ۱           | ۲           | ۳     |
| ۷    | شاکیل احمد              | شیخ راسل              | ۲           | ۰           | ۲     |
| ۷    | پاسکال میلین            | شیخ راسل              | ۲           | ۰           | ۲     |
| ۷    | نوب تولا                | سوی‌رینگ               | ۲           | ×           | ۲     |
| ۷    | گال-اردنگین سویول-اردین | ارچیم                 | ۲           | ۰           | ۲     |
| ۷    | دیپاک رای               | مانانگ مارسیانگدی     | ۲           | ۰           | ۲     |
| ۷    | ری هیوک-چول             | ریمیونگسو             | ۲           | ۰           | ۲     |
| ۷    | خوان لوئیس گیرادو       | سئرس                  | ۲           | ×           | ۲     |
| ۷    | پاتریک رایشلت           | سئرس                  | ۲           | ×           | ۲     |

منبع: